# Monomorium baal
Monomorium baal är en myrart som beskrevs av Wheeler och Mann 1916. Monomorium baal ingår i släktet Monomorium och familjen myror. Inga underarter finns listade i Catalogue of Life.